# Lyons (CDP)
Lyons es un lugar designado por el censo ubicado en el condado de Walworth en el estado estadounidense de Wisconsin. En el Censo de 2020 tenía una población de 932 habitantes y una densidad poblacional de 286,77 habitantes por km². Se encuentra 7,2 km de Burlington. Fue incluido como CDP en el censo de 2020.

## Geografía
Lyons se encuentra ubicado en las coordenadas 42°39′04″N 88°21′30″O / 42.65111, -88.35833. Según la Oficina del Censo de los Estados Unidos, tiene una superficie total de 3,25km², de la cual 3,22 km² corresponden a tierra firme y 0,03 km² es agua.